# Deubener Kohlenbahn
|                                                           | 0,000 | Glaswerk Freital                                  | Glaswerk Freital                                  |
| Bahnübergang (Strecke außer Betrieb)                      | 0,130 | BÜ Schachtstraße                                  | BÜ Schachtstraße                                  |
| Abzweig geradeaus und von links (Strecke außer Betrieb)   | 0,166 | Anst Konsumgenossenschaft                         | Anst Konsumgenossenschaft                         |
| Abzweig geradeaus und von links (Strecke außer Betrieb)   | 0,334 | Anst Maschinenfabrik Vogel & Schlegel             | Anst Maschinenfabrik Vogel & Schlegel             |
| Abzweig geradeaus und von rechts (Strecke außer Betrieb)  |       | von Abzw DWIR-Linie                               | von Abzw DWIR-Linie                               |
| Kilometer-Wechsel (Strecke außer Betrieb)                 | 0,447 | Abzw DWIL-Linie                                   | Abzw DWIL-Linie                                   |
| Abzweig geradeaus und nach links (Strecke außer Betrieb)  | 0,465 | Anst Kohlenhandel Weickert                        | Anst Kohlenhandel Weickert                        |
| Abzweig geradeaus und nach rechts (Strecke außer Betrieb) | 0,499 | Anst Dresdner Verkehrsbetriebe (Güterbahn Deuben) | Anst Dresdner Verkehrsbetriebe (Güterbahn Deuben) |
| Abzweig geradeaus und nach links (Strecke außer Betrieb)  | 0,572 | Anst Kohlenhandel Jährig                          | Anst Kohlenhandel Jährig                          |
| Bahnübergang (Strecke außer Betrieb)                      | 0,668 | BÜ Dresdner Straße                                | BÜ Dresdner Straße                                |
| Abzweig geradeaus und nach links (Strecke außer Betrieb)  | 0,720 | Anst Kraftwerke Freital                           | Anst Kraftwerke Freital                           |
|                                                           | 0,856 | Augustusschacht                                   | Augustusschacht                                   |

| Strecke (außer Betrieb)                                    |       | von Freital-Potschappel (DWIR/PHV-Linie) | von Freital-Potschappel (DWIR/PHV-Linie) |
| Kilometer-Wechsel (Strecke außer Betrieb)                  | 0,000 | Abzw DWIR-Linie                          | Abzw DWIR-Linie                          |
| Abzweig geradeaus und nach rechts (Strecke außer Betrieb)  |       | nach Freital-Hainsberg (DWIR/PHV-Linie)  | nach Freital-Hainsberg (DWIR/PHV-Linie)  |
| Kreuzung geradeaus unten (Strecke geradeaus außer Betrieb) | 0,054 | Abzw Werdau Bogendreieck–Dresden Hbf     | Abzw Werdau Bogendreieck–Dresden Hbf     |
| Abzweig geradeaus und von links (Strecke außer Betrieb)    |       | von Glaswerk Freital (DWIL-Linie)        | von Glaswerk Freital (DWIL-Linie)        |
| Kilometer-Wechsel (Strecke außer Betrieb)                  | 0,187 | Abzw DWIL-Linie                          | Abzw DWIL-Linie                          |
| Strecke (außer Betrieb)                                    |       | nach Augustusschacht (DWIL-Linie)        | nach Augustusschacht (DWIL-Linie)        |

Die Deubener Kohlenbahn, auch Augustusschacht-Zweigbahn war eine normalspurige Industriebahn auf heutigem Freitaler Stadtgebiet. Sie zweigte in Döhlen von der Albertsbahn Dresden–Tharandt ab und führte zur Kohleexpedition des Augustusschachts in Deuben. Nach einem Umbau der Anlagen infolge des viergleisigen Streckenausbaues der Hauptbahn von Dresden nach Tharandt wurde die Kohlezweigbahn bis 1913 in die neugeschaffenen Industriegleise DWIV und DWIL einbezogen. Die zuletzt als Anschlussgleis betriebenen Industriebahnen wurden 2002 infolge des Streckenausbaues der Hauptbahn Dresden–Werdau aufgegeben und kurz darauf abgebaut.

## Geschichte

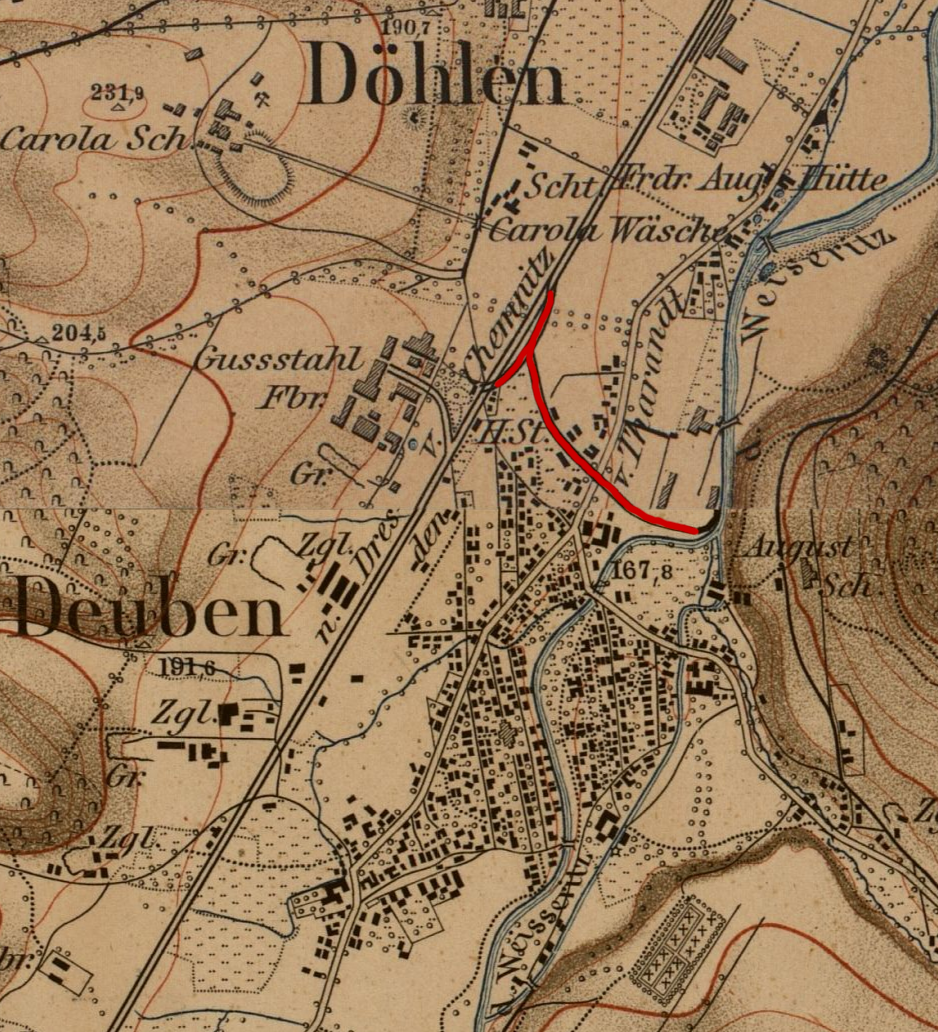
Deubener Kohlebahn (um 1881)

Die Deubener Kohlenbahn wurde 1855–56 im Zusammenhang mit dem Bau der Albertsbahn von Dresden nach Tharandt erbaut und ging am 2. Juni 1856 in Betrieb. Ihren Endpunkt hatte sie direkt am linken Ufer der Weißeritz am Augustusschacht in Deuben. Weitere Anschließer bestanden zunächst nicht.
Nach der Stilllegung des Augustusschachtes im November 1893 entstand auf dem Schachtgelände das Elektrizitätswerk für den Plauenschen Grund, das am 16. August 1896 in Betrieb ging. Im Jahr 1906 erhielt die Güterbahn Deuben, eine meterspurige Güterstraßenbahn, Anschluss an die Döhlener Kohlenbahn. Über diese Bahn erhielten die Egermühle und die Lederfabrik Sohre aufgebockte normalspurige Wagen zugestellt. Eine geplante Erweiterung dieses schmalspurigen Güterstraßenbahnsystems entlang der stadtspurigen Straßenbahn wurde nicht realisiert.
Um 1900 hatte die bisherige zweigleisige Strecke zwischen Dresden und Tharandt ihre Kapazitätsgrenze erreicht. Im Jahr 1901 begannen die Planungen für einen viergleisigen Ausbau der Strecke Dresden–Tharandt, die schließlich im Zusammenhang mit dem generellen Umbau der Dresdner Eisenbahnanlagen abschnittsweise realisiert wurden. Durch Höherlegung der Trasse auf einen Damm konnten die Bahnübergänge durch niveaufreie Kreuzungen ersetzt werden. Die neuen Personenzuggleise zwischen Potschappel und Tharandt gingen am 18. April 1905 in Betrieb, die Güterzuggleise folgten am 26. und 29. Oktober 1910.
Zur Anbindung der zahlreichen Industrieanschlüsse sah das Neubauamt beidseits der neuen Strecke Industriegleise vor. Bahnlinks entstand das Industriegleis DWIL („Dresden–Werdau Industriegleis Links“), das die frühere Deubener Kohlenbahn zum Augustusschacht (DWA-Linie) einbezog. Eine Erweiterung des Gleises nach Norden führte zum Glaswerk der AG für Glasindustrie vorm. Friedrich Siemens, wo sich der Nullkilometer und somit der nominale Streckenanfang befand. Damit war das Industriegleis DWIL die einzige Eisenbahnstrecke Sachsens, bei der sich Anfangs- und Endpunkt an privaten Anschlussgleisanlagen befanden. Bahnrechts der Bahnstrecke Dresden–Werdau lag das Industriegleis DWIR, das eine durchgehende Verbindung nach Potschappel sowie Hainsberg herstellte. Beide Industriebahnen waren durch das kurze Verbindungsgleis DWIV verbunden.

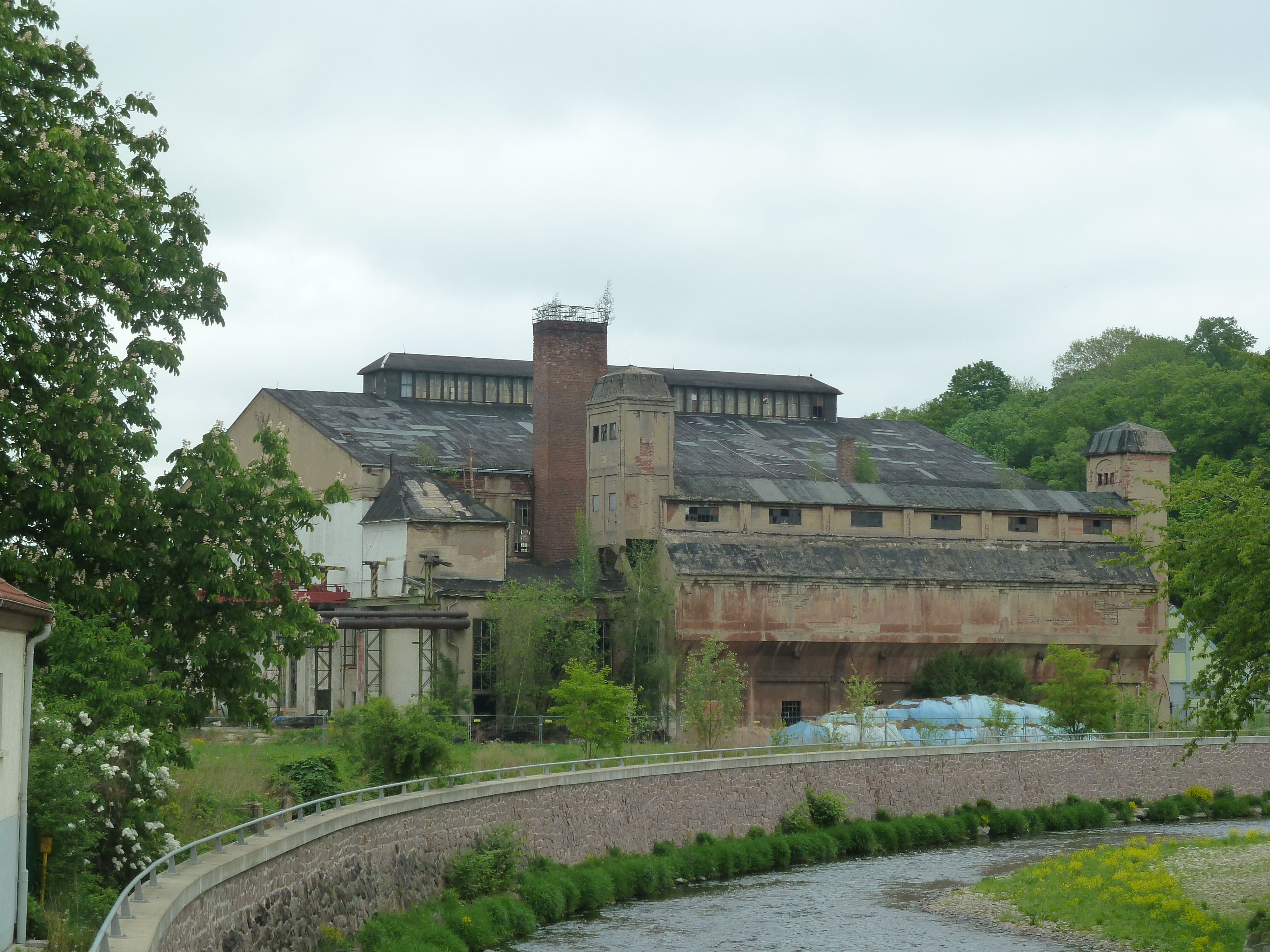
Elektrizitätswerk für den Plauenschen Grund auf dem Areal der vormaligen „Kohleexpedition“ des Augustusschachtes (2012)

Als das Elektrizitätswerk für den Plauenschen Grund 1929 aufgegeben wurde, verschwand einer der wichtigsten Anschließer an der Strecke, der bislang im Kohleempfang für ein stetiges Güteraufkommen gesorgt hatte. Der kurze Abschnitt vom Straßenbahnhof Deuben bis zum Kraftwerk wurde 1977 abgebaut, letzter Nutzer des Anschlusses war der VEB Entstaubungstechnik Freital, vormals Max und Ernst Hartmann Economiserwerk. Damit verschwand auch die Straßenbahnkreuzung an der Dresdner Straße, die zunehmend zum Verkehrshindernis geworden war.
Nach der Stilllegung der Güterbahn Deuben im November 1972 blieb nur noch das Glaswerk als nennenswerter Anschließer der Strecke. Das Glaswerk wurde noch bis Anfang 1990er Jahre regelmäßig mit Übergaben bedient, dann kam der Verkehr gänzlich zum Erliegen. Am 3. Dezember 2002 wurden die Industriegleise DWIV und DWIR gesperrt und wenig später abgebrochen.